# Wrangelsburg

Situation de Wrangelsburg dans l'arrondissement de Poméranie-Occidentale-Greifswald

Wrangelsburg est une petite commune d'Allemagne située dans l'arrondissement de Poméranie-Occidentale-Greifswald, à 15 kilomètres au sud-est de Greifswald.

## Municipalité
Outre le village de Wrangelsburg, la commune comprend le village de Gladrow.

## Histoire
Wrangelsburg est mentionné au XVe siècle sous le nom de Vorwerk. Les terres prennent le nom du château de leur seigneur au XVIIe siècle, le château de Wrangelsburg, appartenant à la famille von Wrangel. Le château, reconstruit en 1880, est aujourd'hui propriété de la municipalité.